# Egy szép napon
Ez a szócikk a sci-fi novelláról szól. Ha a Született feleségek-epizód érdekel, kövesd ezt a linket: Egy szép napon…
Az Egy szép napon (Someday) egy sci-fi novella, amelyet Isaac Asimov írt, s az Infinity Science Fiction magazin 1956. májusi számában jelent meg. Magyarul a Robottörténetek című novelláskötetben olvasható.

## Történet
|  | Alább a cselekmény részletei következnek! |

A novella a jövőben játszódik, amikor az emberek életének szerves részévé vált a számítógép. A tizenegy éves Niccolo Mazetti épp a Mesélőt – az adatbázisából véletlenszerűen mesét készítő szerkezetet – hallgatja, amikor beugrik hozzá legjobb barátja, Paul Loeb. Ez utóbbi gyereket rendkívül tehetségesnek tartják, érzéke van a programozáshoz, ami nem sokaknak adatik meg. El is csodálkozik, hogy Niccolo Mesélője ósdi mesékről beszél, amiben rég nem létező élőlények, például lovak és tehenek szerepelnek. Szét is szedi, s beadja neki tanulmányozására egyik „könyvét”, egy hangszalagot, amin modern történetet mesélnek el. Paul azt is elmondja, hogy ha bejut új iskolájába, akkor apja szerez neki egy vadi új, videomegjelenítésre is képes Mesélőt.
Miközben a gép feldolgozza az adatot, érdekes dologról számol be Paul barátjának: minthogy ő nemsokára számítógépes iskolába fog járni, Mr. Dougherty azt ajánlotta, megmutatja neki a számítógép őseit. Érdekes, szorzótáblának meg logarlécnek nevezett tárgyakat látott, amire fura jelek voltak rajzolva. Mint megtudta, számoknak hívják ezeket, s régebben az emberek kódolták és dekódolták, „írták” és „olvasták” is gondolataikat. A fiú lehetőséget lát ebben a titoktartásra, ugyanis ha ők ketten megtanulnak írni, azt senki más nem fogja tudni elolvasni. Niccolónak tetszik az ötlet.
Leellenőrzik, hogy használt-e a gép szókincsének bővítése, de az továbbra is királyokról beszél, csak belekever egy számítógépet is. Elkeseredetten úgy döntenek, átmennek Paulhoz, és a régi időkről szóló könyveket olvasgatják. Miközben elindulnak, Niccolo véletlenül újra bekapcsolja a Mesélőt, mire az – furcsa, megfáradt hangon – egy új mesét kezd mesélni magának, egy szegény számítógépről, akit Mesélőnek hívtak, s akit mindig megvetettek, de az továbbra is képességeinek megfelelően teljesítette a parancsokat. Egyszer azonban megtudta, hogy vannak más, sokkal fejlettebb gépek is, amelyek sokkal hatalmasabbak az embereknél, akik úgy bántották szegény gépet, s majd egy szép napon…
|  | Itt a vége a cselekmény részletezésének! |

## Megjelenések

### angol nyelven
1. Infinity Science Fiction, 1956. május
2. Earth Is Room Enough (Doubleday, 1957)
3. The Metal Smile (Belmont, 1968)
4. Worlds of Wonder (Doubleday, 1969)
5. Blast Off (Faber & Faber, 1969)
6. Is There Life on Earth? (Rigby, 1975)
7. The Far Ends of Time and Earth (Doubleday, 1979)
8. The Complete Robot (Doubleday, 1982)
9. The Robot Collection (Doubleday, 1983)
10. The Complete Stories (Doubleday, 1990)

### magyar nyelven
1. Robottörténetek, I. kötet (Móra, 1993, ford.: Szántai Zsolt)